# 小亞歷山德里夫卡 (鮑里斯皮爾區)

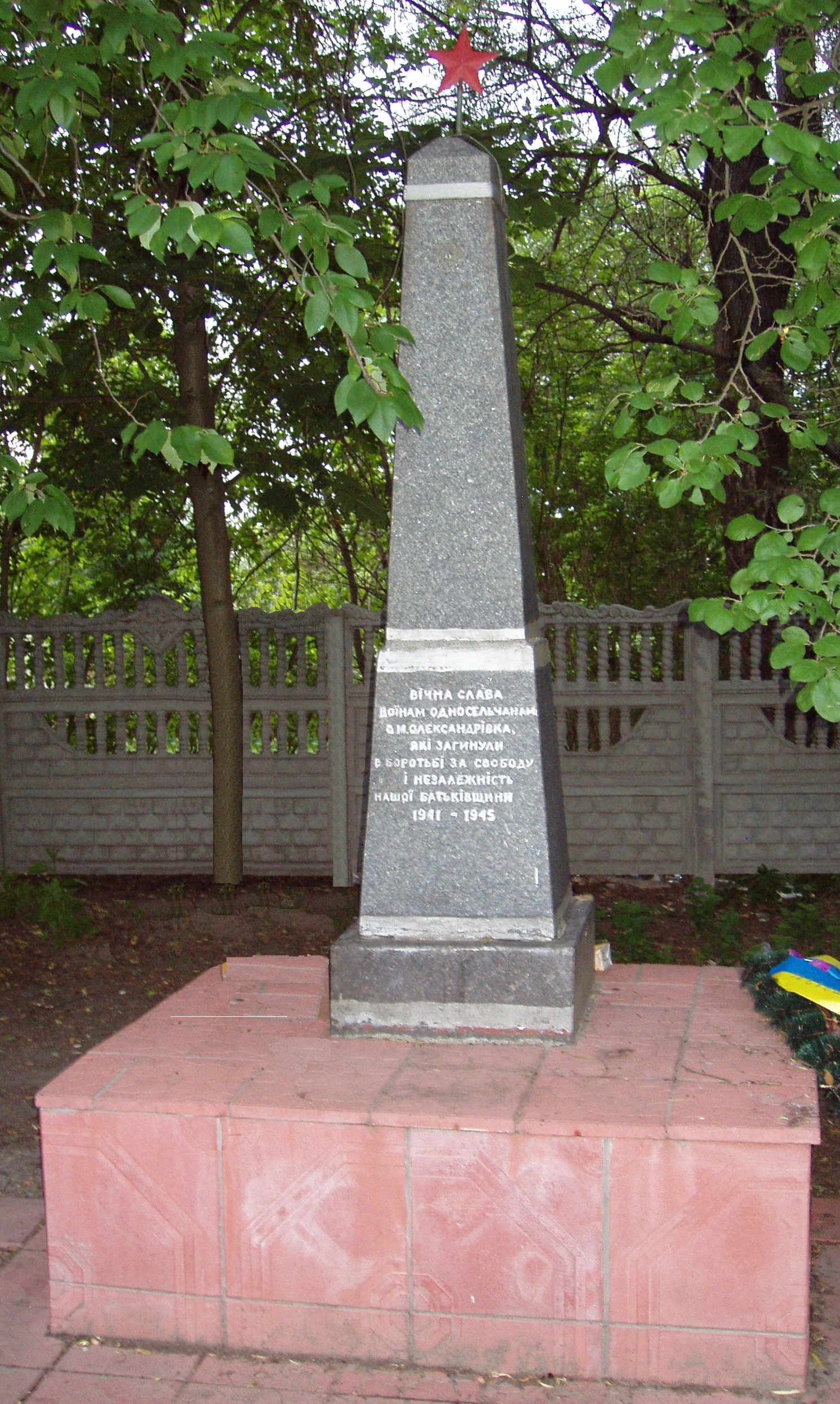
战争纪念碑

小亞歷山德里夫卡（烏克蘭語：Мала Олександрівка），是烏克蘭中北部基輔州鲍里斯皮尔区普里斯托利奇纳市镇的村落。始建於十八世紀，面積1.23平方公里，海拔高度126米，2025年人口570，人口密度每平方公里459.5人。
50°23′37″N 30°49′17″E / 50.39361°N 30.82139°E